# Cratichneumon russatus
Cratichneumon russatus är en stekelart som först beskrevs av Cresson 1877.  Cratichneumon russatus ingår i släktet Cratichneumon och familjen brokparasitsteklar. Inga underarter finns listade i Catalogue of Life.